# Paul Landois
Paul Landois, oppure Paul Louis Landois (Parigi, 14 febbraio 1696 – circa 1769), è stato un drammaturgo, enciclopedista e pittore francese.

## Biografia

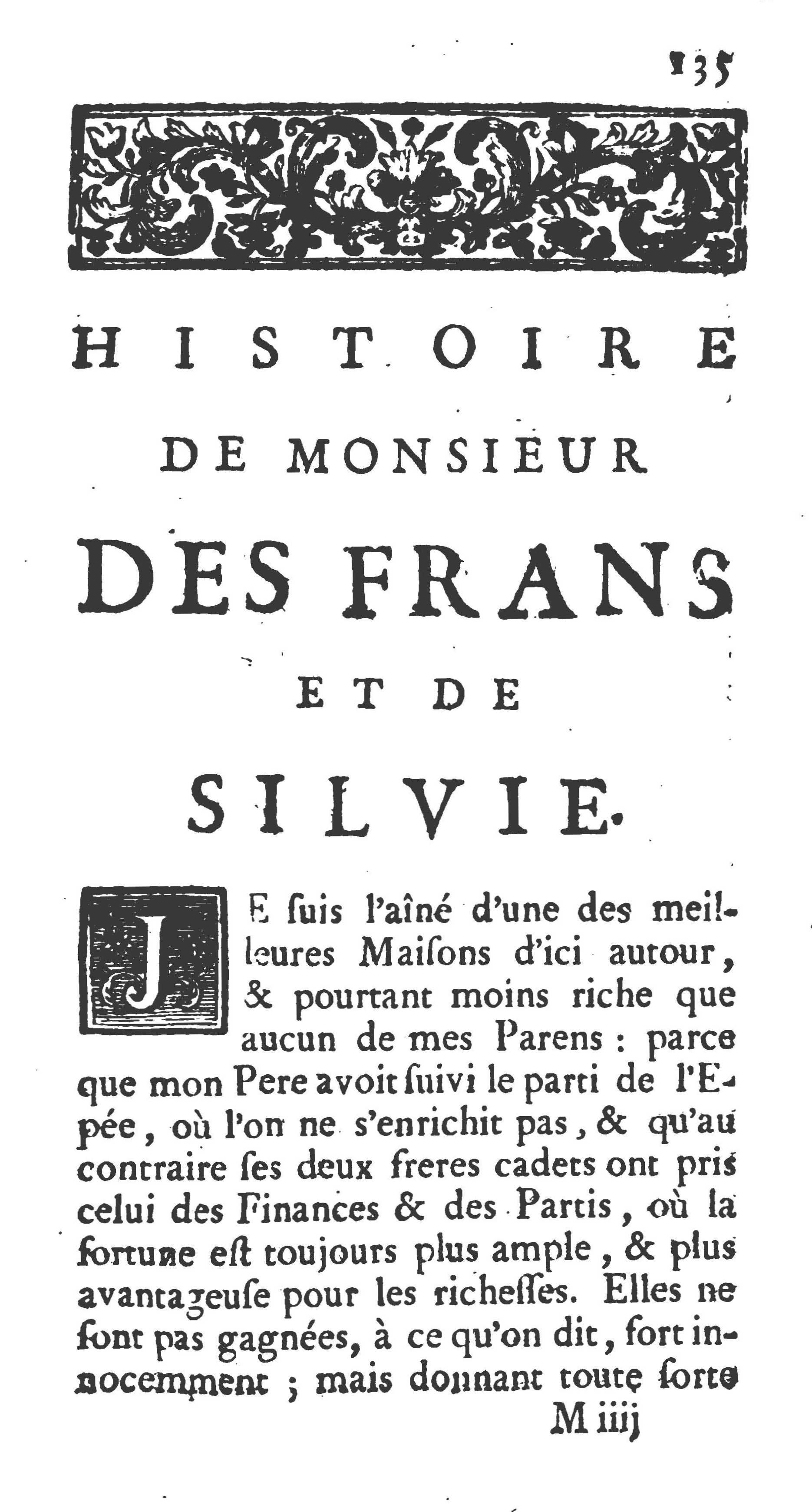
Frontespizio di Histoire de Monsieur Des Frans et de Silvie, in Les illustres Françoises. Histoire véritable, 1725

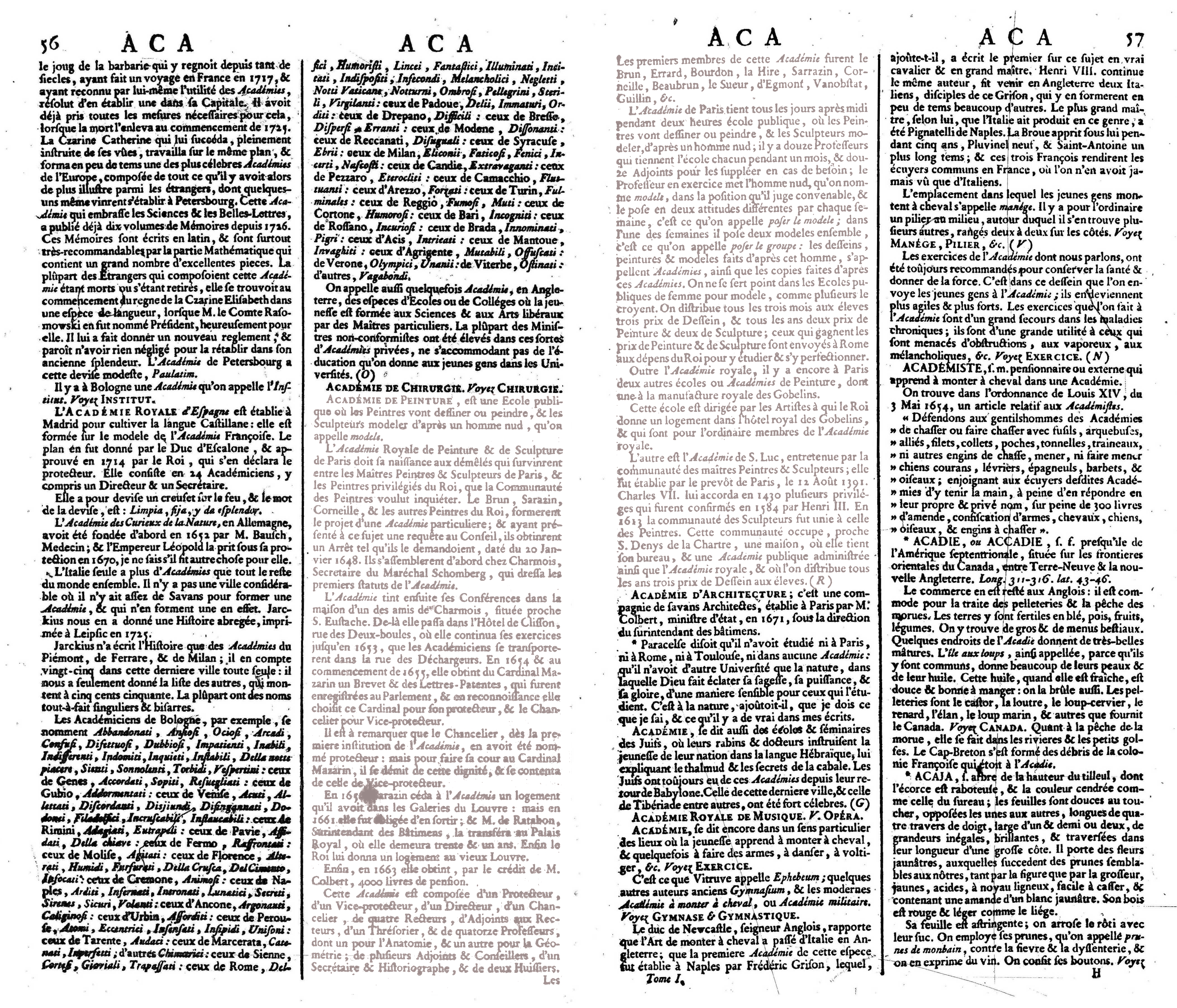
Encyclopédie, volume I, 1751, voce Académie de Peinture, scritta da Paul Landois

Non si hanno molte informazioni biografiche riguardanti Landois, tranne che svolse la professione di avvocato.
Suo padre, il pittore Michel Landois († 1728), fu ammesso all'Accademia di Saint-Luc a Parigi nel 1669. Michel Landois sposò Marie-Jeanne Sorbet († 1701) nel 1693. La coppia ebbe tre figli: Paul, Elisabeth e Marianne. Dopo la morte della sua prima moglie, Michel Landois si sposò per la seconda volta nel 1702 con Antoniette Leriche. Paul Landois visse nella casa dei suoi genitori fino alla morte di suo padre e lavorò con suo padre nel suo laboratorio, anche se non si hanno notizie sulla sua attività pittorica.
Paul Landois dal 1746 diede il suo contributo, firmando centododici voci, all'Encyclopédie di Diderot e d’Alembert, occupandosi di pittura, di scultura e di acquaforte.
Nel 1746, Paul Landois lasciò Parigi e si trasferì a Saint-Dié-des-Vosges in Lorena, dove lo scrittore enciclopedista Charles Pinot Duclos gli diede un lavoro come direttore di un deposito di tabacco, che però perse un anno dopo.
Una lettera inviata da Diderot a Landois fornì alcune informazioni sulla personalità e sulle condizioni di vita di Paul Landois. La lettera fu pubblicata dallo scrittore enciclopedista tedesco Friedrich Melchior von Grimm, nel 1756, nella Correspondance littéraire, philosophique et critique edita da lui e Diderot ed evidenziò alcuni problemi economici e caratteriali di Landois, oltre a risultare importante perché Diderot descrisse per la prima volta in modo sistematico il suo determinismo con tutte le sue implicazioni etico-morali.
Dopo aver lavorato all'Encyclopédie, nel 1769 Landois è ancora menzionato tra gli autori viventi nell'enciclopedia letteraria La France littérair, dopo di che non si hanno più informazioni biografiche su di lui.

## Stile, opere e pensiero poetico
Landois è considerato l'inventore di un genere teatrale, chiamato «la tragedia borghese», che è stato adottato da Nivelle de La Chaussée, Diderot, Beaumarchais, e successivamente dai drammaturghi del XIX secolo.
Il genere «la tragedia borghese» si caratterizzò per gli elementi sia contenutistici sia linguistici della quotidianità, della attualità, del realismo, mettendo in scena cittadini comuni e non re e principi, che parlano un linguaggio naturale quotidiano.
L'unica sua opera fu Silvie, formata da un atto e un prologo, interpretata da attori della Comédie-Française, dal 17 al 19 agosto del 1741, incentrata sul tema della gelosia e descritta con un linguaggio realistico, innovativo per l'epoca e proprio per questo non rispetto delle regole tradizionali del teatro, non ebbe successo.
L'opera ebbe tra i suoi sostenitori ed estimatori Diderot, che la difese dalle critiche.